# Cesare Trombini
Cesare Trombini (* 18. Februar 1835 in Padua; † 14. August 1898 in Venedig) war ein italienischer Violinist und Dirigent.

## Leben
Trombini spielte schon als Kind virtuos die Violine, sodass er als zehnjähriges Wunderkind Konzerte gab. 1848–1850 studierte er in Wien Violine bei Joseph Mayseder und Komposition bei Simon Sechter. Darauf wurde er Dirigent des Opernorchesters in Vicenza. 1857 begab er sich als Violinist mit Giovanni Bottesini auf eine Gastspielreise in Deutschland. Nach seiner Rückkehr verzichtete er schließlich auf eine Solistenkarriere und konzentrierte sich aufs Dirigieren. 1873 begleitete er die Gastspielreise der Operntruppe des Sängers Francesco Ciaffei nach Warschau und blieb dort nach deren Abschluss. 1874–1881 und 1891–1898 war er Chefdirigent der Warschauer Oper, während er in der Zwischenzeit 1881–1890 in St. Petersburg arbeitete. Am Warschauer Konservatorium lehrte er Operngesang. Er führte Richard Wagners Lohengrin auf (1879 erstmals in Polen) und Giuseppe Verdis Requiem. Er komponierte für Violine und Gesang, beispielsweise die Fantasia sull'opera Aroldo für Violine und Klavier.
Die Pianistin Margerita Trombini-Kazuro war Trombinis Tochter.